# Organobroomchemie
De organobroomchemie is een tak van de chemie waarin verbindingen worden bestudeerd waarin een directe binding voorkomt tussen koolstof en broom. Het ook van biogene synthese afkomstige broommethaan is een van de meest voorkomende verbindingen uit deze groep. Een in het oog springende toepassing van deze stoffen is de rol van polygebromeerde difenylethers als vlamvertragers. Een groot aantal organobroomverbindingen wordt in kleine hoeveelheden in de natuur aangetroffen, maar slechts een klein deel daarvan is biogeen of is noodzakelijk voor zoogdieren. Vanwege hun negatieve milieueffecten staan toepassingen van organobroomverbindingen in toenemende mate onder streng toezicht of worden verboden.

## Algemene eigenschappen
De meeste organobroomverbindingen, net als alle organohalogeenverbindingen, zijn relatief apolair. Broom is elektronegatiever dan koolstof (2.8 tegenover 2.5). Het gevolg is dat het koolstofatoom in de koolstof-broombinding zich als elektrofiel kan gedragen, of anders gezegd: alkylbromiden zijn goede alkylerende reagentia.
Bindingssterkte van de koolstof-halogeenbinding
| Halogeen X | Bindingssterkte in CH3–X (kJ/mol) | Elektronegativiteit (Paulingschaal) C = 2.5 |
| ---------- | --------------------------------- | ------------------------------------------- |
| F          | 115                               | 4.0                                         |
| Cl         | 83,7                              | 3.0                                         |
| Br         | 72,1                              | 2.8                                         |
| I          | 57,6                              | 2.5                                         |

De reactiviteit van organobroomverbindingen lijkt sterk op die van de andere halogenen, de snelheid van veel reacties ligt tussen die van de overeenkomstige chloor- en joodverbindingen in. In veel toepassingen wordt de keuze voor de broomverbindingen bepaald door de balans tussen reactiviteit enerzijds en kostprijs anderzijds. De standaardreacties van organobroomverbindingen zijn:
- Dehydrobromering
- Grignard-reactie
- reductieve koppeling
- Nucleofiele substitutie

## Synthese

### op basis van broom (Br2)
Alkenen reageren via een ionogeen mechanisme zonder katalysator op een voorspelbare en kwantitatieve manier met elementair broom waarbij vicinale dibromiden ontstaan. Er zijn eigenlijk geen bijproducten:
RCH=CH2 + Br2 → RCHBrCH2Br
Aromatische verbindingen worden gebromeerd, waarbij naast de gewenste organobroomverbinding eveneens waterstofbromide ontstaat. Deze reactie is een van de standaard voorbeelden van de elektrofiele aromatische substitutie:
RC6H5 + Br2 → RC6H4Br + HBr
Een belangrijke toepassing van deze reactie is de synthese van tetrabroombisfenol-A uit bisfenol-A.
Vanuit synthetisch oogpunt bekeken is de opbrengst 100% als naar alleen naar de koolstofverbinding gekeken wordt: alle koolstofatomen komen in het product terecht. Vanuit het perspectief van broomgebruik is de efficiëntie slechts 50%: de helft van het broom komt in het bijproduct terecht.
Radicaalreacties voor de introductie van broom in een organisch molecuul worden ook toegepast. Vooral stoffen met carbonyl-, benzyl- en allyl-groepen zijn gevoelig voor dit type reactie. Het commercieel belangrijke broomazijnzuur wordt gesynthetiseerd uit broom en azijnzuur met PBr3 als katalysator:
CH3CO2H + Br2 → BrCH2CO2H + HBr
Fluoroform reageert in een radicaalreactie met Br2 tot broomtrifluormethaan.
Als demonstratieproef is de reactie van broom met alkanen, vaak wordt hexaan gebruikt, bekend: in twee reageerbuizen wordt een beetje broom gemengd met hexaan. De inhoud van beide buizen is door de aanwezigheid van het broom bruin gekleurd. Het ene buisje wordt in het donker bewaard, het ander in zon- of TL-licht. Licht treedt in deze reactie op als initiator in de vorming van broomradicalen. De belichte buis ontkleurd, de in het donker bewaarde buis niet. De ontkleuring geeft aan dat het broom verdwenen is, en er dus een reactie is opgetreden.

### op basis van waterstofbromide (HBr)
Waterstofbromide addeert over de dubbele binding van alkenen, waarbij alkylbromiden gevormd worden. De reactie verloopt volgens de regel van Markovnikov:
RCH=CH2 + HBr → RCHBrCH3
Deze reactie verloopt via een ionogeen mechanisme. Wordt de synthese uitgevoerd via een radicaalreactie dan wordt het andere product gevormd. Reactieomstandigheden waaronder radicaalreacties optreden worden toegepast om de 1-broomalkanen, uitgangsstoffen voor tertiaire amines en quaternaire ammoniumzouten te synthetiseren. 1-Broom-2-fenylethaan, (C6H5CH2CH2Br) wordt op deze manier uit styreen bereid.
Waterstofbromide kan ook toegepast worden om alkanolen om te zetten in de overeenkomstige alkylbromiden. De industriële bereiding van allylbromide verloopt op deze manier:
HOCH2CH=CH2 + HBr → BrCH2CH=CH2 + H2O
Methylbromide, vroeger toegepast in de glastuinbouw om te methyleren of te bromeren, wordt gemaakt uit methanol en waterstofbromide.

### op basis van zouten (Br−)
Bromideionen, bijvoorbeeld uit natriumbromide, kunnen als nucleofiel optreden in de vorming van organobroomverbindingen. Meestal worden in dit soort reacties organochloorverbindingen als organische uitgangsstof gebruikt. De halogeenatomen worden tegen elkaar uitgewisseld.

## Enkele industrieel belangrijke organobroomverbindingen

### Gassingmiddelen en andere biocides

Structuurformule van 1,2-dibromoethaan

1,2-dibroomethaan, buiten de chemie nog veelal bekend onder de naam "ethyleenbromide" wordt verkregen uit de additie van broom aan etheen. De stof is ooit als additief in benzine gebruikt naast tetra-ethyllood. In de land- en tuinbouw werd de stof gebruikt om kassen te "gassen". In die toepassing verving het 1,2-dibroom-3-chloorpropaan ("DBCB"). Het gebruik van deze stoffen voor beide toepassingen wordt minder gezien de effecten op milieu en gezondheid van de stoffen. Broommethaan was ook een populair gas-middel, maar die stof valt onder het Montreal Protocol en ook daarvan neemt de toepassing af. Daarnaast wordt toch een groeiend aantal organobroomverbindingen ingezet als biocide. Voorbeelden van dergelijke toepassingen zijn: bromoform en 1,3-dibroom-5,5-dimethylhydantoine (“DBDMH”).

### Vlamvertragers

Structuurformule van tetrabroombisfenol A

Organobroomverbindingen worden veel toegepast als vlamvertragers. Vooral tetrabroombisphenol-A is een belangrijke vertegenwoordiger van deze groep verbindingen. Deze stof en tetrabroomfthaalzuuranhydride zijn uitgangsstoffen voor polymeren waarin het vlamvertagende aspect (ten gevolge van de directe koolstof-broombinding) covalent aan de keten van het polymeer voorkomt. Dit in tegenstelling tot andere vlamvertragers zoals hexabroomcyclododecaan of broomdifenylethers, die als additief aan weefsel worden toegevoegd, maar dan niet covalent gebonden worden (en dan met wassen uit het weefsel verdwijnen). Naast de positieve effecten van vlamvertraging is het gebruik van deze stoffen ook controversieel, omdat het ook stoffen zijn die in het milieu zeer grote halveringstijden hebben.

### Kleurstoffen

Structuurformule van het klassieke purper

Veel kleurstoffen bevatten koolstof-broombindingen. Het natuurlijke purper, (6,6’-dibroomindigo) was een hooggewaardeerde (en dure) kleurstof voor de mantel van keizers en koningen. Helaas is een de economische waarde met de opkomst van de chemische industrie aan het eind van de 19e eeuw, en daarmee de komst van synthetische kleurstoffen, een einde gekomen. Een aantal gebromeerde antrachinonen wordt commercieel als kleurstof toegepast. In de analytische chemie wordt broomthymolblauw als indicator toegepast.

### Medicijnen

Structuurformule van brotizolam

De groep medicijnen waarin broom covalent gebonden aan koolstof voorkomt is slechts beperkt, dit in tegenstelling tot het grote aantal organofluorverbindingen dat therapeutisch wordt toegepast. Voorbeelden zijn het bloeddrukverlagende nicergoline, het sedatief brotizolam en het anti-tumormiddel pipobroman. Daarnaast zijn er een aantal medicijnen die als bromidezout of hydrobromidezout in de handel worden gebracht. Het betreft dan echter geen organobroomverbindingen, maar zouten waarbij het bromide-ion toevallig als tegenion gebruikt wordt.

## Organobroomverbindingen in de natuur
Van de biogene organohalogeniden vormen de bromiden het leeuwendeel. Zelfs in organismen die in zee leven is, met een bromideconcentratie daarin die slechts 0,3% van de chloride concentratie bedraagt, het aantal organobroomverbindingen duidelijk groter dan dat van de organochloorverbindingen. Deze oververtegenwoordiging hangt samen met het grotere gemak in vergelijking met chloride, waarmee de oxidatie van bromide tot een equivalent van Br+, een mogelijk elektrofiel, uitgevoerd kan worden. Het enzym broomperoxidase is de katalysator voor deze reactie. Geschat wordt dat jaarlijks vanuit de oceanen 1 - 2 miljoen ton broommethaan in de atmosfeer terechtkomt. Sommige eetbare algen bevatten tot 80% (drooggewicht) CHBr3. Sommige organobroomverbindingen worden toegepast in de "chemisch oorlogsvoering" tussen de soorten. Bij mensen is tot nu toe één organobroomverbinding gevonden.

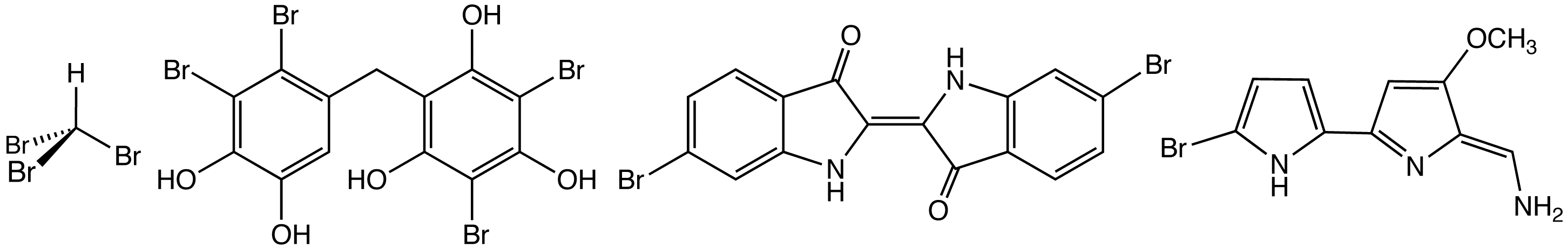
Structuurformules van een aantal natuurlijke organobroomverbindingen. Van links naar rechts: bromoform, een gebromeerd bisfenol, dibroomindigo (“Koninklijk Purper”) en het anti-eet-hormoon tambjamine B.

Naast de primaire biogene organobroomverbindingen (door levende organismen gesynthetiseerde, met een voor het betreffende organisme positief effect) is ook een verscheidenheid aan andere biogene broomhoudende verbindingen in de natuur aanwezig. Zij zijn het resultaat van de biodegradatie van bijvoorbeeld vlamvertragers. Onder de metabolieten worden gehydroxyleerde en gemethoxyleerde aromaten en gebromeerde dioxines aangetroffen. Deze verbindingen worden tot de zeer persistente milieuverontreinigende stoffen gerekend en zijn ook aangetroffen in zoogdieren.

## Veiligheid
De alkylbromiden zijn alkylerende reagentia en gebromeerde aromaten staan bekend om hun verstoring van hormoonactiviteit. Van de commerciële organobroomverbindingen is 1,2-dibroomethaan een verbinding die veel vragen oproept: de stof is zowel zeer toxisch en zeer carcinogeen.

## Navigatie
Navigatie Koolstof-elementbinding